# Meteorus dichomeridis
Meteorus dichomeridis är en stekelart som beskrevs av Wilkinson 1930. Meteorus dichomeridis ingår i släktet Meteorus och familjen bracksteklar. Inga underarter finns listade i Catalogue of Life.